# Ahn Jung-hwan
Ahn Jung-hwan (Paju, Corea del Sud, 27 de gener de 1976) és un exfutbolista sud-coreà. Va disputar 70 partits amb la selecció sud-coreana.